# Brigueil-le-Chantre
Brigueil-le-Chantre ist eine französische Gemeinde mit 460 Einwohnern (Stand: 1. Januar 2022) im Département Vienne in der Region Nouvelle-Aquitaine. Sie gehört zum Arrondissement Montmorillon und zum Kanton Montmorillon. Die Einwohner werden Brigueillais genannt.

## Geografie
Brigueil-le-Chantre liegt etwa 59 Kilometer ostsüdöstlich von Poitiers, im Osten der historischen Provinz Poitou. Die Gemeinde wird vom Fluss Asse tangiert, der den Hauptort in einer interessanten Doppelschleife durchquert. Im Westen verläuft der Fluss Narablon. Nachbargemeinden von Brigueil-le-Chantre sind La Trimouille und Thollet im Norden, Coulonges im Nordosten, Lussac-les-Églises im Osten und Südosten, Verneuil-Moustiers und Azat-le-Ris im Süden, Bourg-Archambault im Westen und Südwesten sowie Saint-Léomer im Westen und Nordwesten.

## Bevölkerungsentwicklung
| Jahr                      | 1962 | 1968 | 1975 | 1982 | 1990 | 1999 | 2006 | 2013 |
| Einwohner                 | 1034 | 914  | 808  | 712  | 674  | 595  | 511  | 503  |
| Quelle: Cassini und INSEE |      |      |      |      |      |      |      |      |

## Sehenswürdigkeiten
- Kirche Saint-Hilaire, seit 1937 Monument historique (siehe auch: Liste der Monuments historiques in Brigueil-le-Chantre)
- Befestigter Ortskern
- Reste des Schlosses aus dem 17. Jahrhundert
- Schloss Mareuil aus dem 15. Jahrhundert